# جزيرة كاباك الصغرى
جزيرة كاباك الصغرى وهي جزيرة من جزر إندونيسيا، وتتبع إقليم كليمنتان الجنوبية في إندونيسيا.